# Alfa Romeo 155 V6 TI
L'Alfa Romeo 155 V6 TI è una vettura da competizione realizzata dall'Alfa Romeo sulla base dell'omonimo modello di serie secondo le norme del regolamento tecnico FIA per vetture turismo di Classe 1 (prima divisione o D1), per partecipare al DTM dal 1993 fino al 1996, anno in cui venne ribattezzato ITC (International Touring Car Championship).

## Storia
Nel 1993, la squadra Alfa Corse capitanata da Giorgio Pianta, a quel tempo direttore del reparto corse Fiat, decise di competere nel DTM, il campionato tedesco per vetture turismo che all'epoca esprimeva il livello tecnico più elevato nel panorama mondiale delle corse turismo. Mentre nel resto d'Europa i campionati turismo di vertice utilizzavano berline con motore 2 litri (Classe 2 o D2), solamente in Germania si preferì invece adottare il regolamento FIA di classe 1 (D1), questa formula prevedeva che a gareggiare fossero vetture con cilindrata massima di 2,5 litri e con un frazionamento massimo di 6 cilindri, derivate da modelli omologati e prodotti in 25.000 esemplari; non era quindi necessario omologare automobili stradali in versioni speciali o spinte, in quanto il regolamento permetteva di modificare profondamente la vettura da corsa, pur mantenendo le fattezze esterne del modello stradale. BMW, Audi e Opel, che sino al 1992 erano impegnate nel DTM non aderirono al nuovo regolamento, lasciando solo la Mercedes-Benz, campione in carica, a gareggiare contro la debuttante Alfa Romeo. 

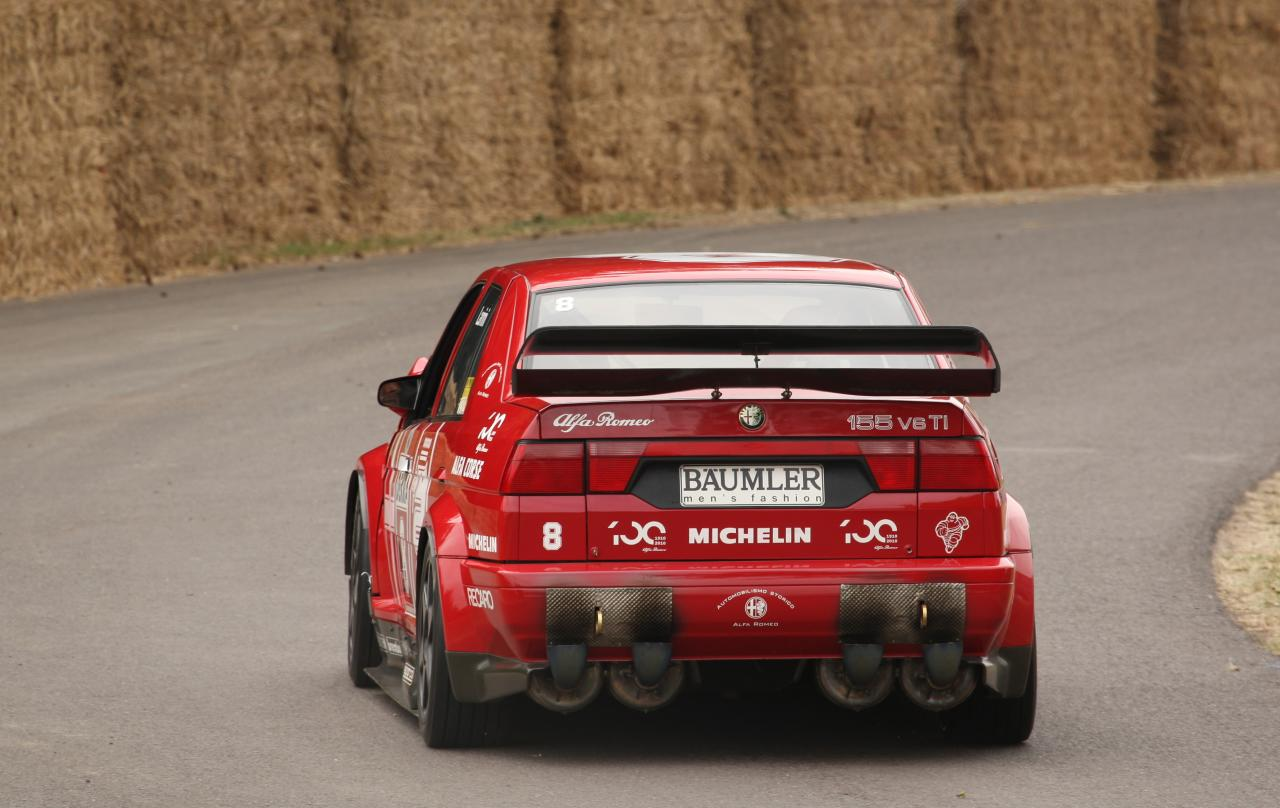
Posteriore di una Alfa 155 V6 TI

La casa tedesca schierò una nuova Mercedes 190 DTM a trazione posteriore da 375 CV, mentre l'Alfa con la sua 155 a trazione integrale e con un motore da 420 CV si dimostrò ben presto più veloce ed affidabile, con due valenti piloti come Nicola Larini e Alessandro Nannini. L'Opel ritornò poi nel DTM, gareggiando nelle ultime prove di campionato con la debuttante Calibra V6. Nicola Larini prevalse su tutti nel corso del campionato, tanto da vincere 11 gare su 20, ottenendo anche 3 pole position e laureandosi naturalmente campione. Nella gara del Nürburgring sul tracciato della Nordschleife, con una lunghezza di quasi 21 km, Larini vinse entrambe le manches, entrando nella storia della Casa milanese per aver riportato la marca a vincere su quel circuito dopo Tazio Nuvolari nel 1935.
Dalla stagione successiva (1994), con l'avvento dell'elettronica, la 155, pur mostrando prestazioni superiori ai concorrenti rivali, cominciò ad avere problemi di affidabilità che costarono la vittoria finale in campionato in diverse occasioni.
L'avventura DTM per la 155 durò fino al 1995, e nel 1996 si trasformò in ITC (International Touring Car Championship).

## Palmarès
Al termine della sua esperienza nel DTM l'Alfa 155 V6 TI fece registrare un totale di 38 vittorie (più altre 3 in gare esibizione non valevoli per il campionato).
Le vittorie furono ottenute da sette diversi piloti: 
- 17 Nicola Larini (+1),
- 13 Alessandro Nannini (+1),
- 2 Stefano Modena,
- 2 Christian Danner (+1),
- 2 Michael Bartels,
- 1 Kris Nissen,
- 1 Gabriele Tarquini.

In dettaglio:
- 1993: 12 vittorie su 20 manche (10 Larini, 2 Nannini + 2 vittorie, Danner e Larini nella prova di Donington non valevole per il campionato) - Vettura con più vittorie in campionato
- 1994: 11 vittorie su 20 manche (4 Larini, 4 Nannini, 2 modena, 1 Nissen + 1 vittoria di Nannini a Donington) - Vettura con più vittorie in campionato
- 1995: 5 vittorie su 23 manche (2 Bartels, 2 Danner, 1 Larini)
- 1996: 10 vittorie su 26 manche (7 Nannini, 2 Larini, 1 Tarquini) - Vettura con più vittorie in campionato

## Tecnica

### Telaio

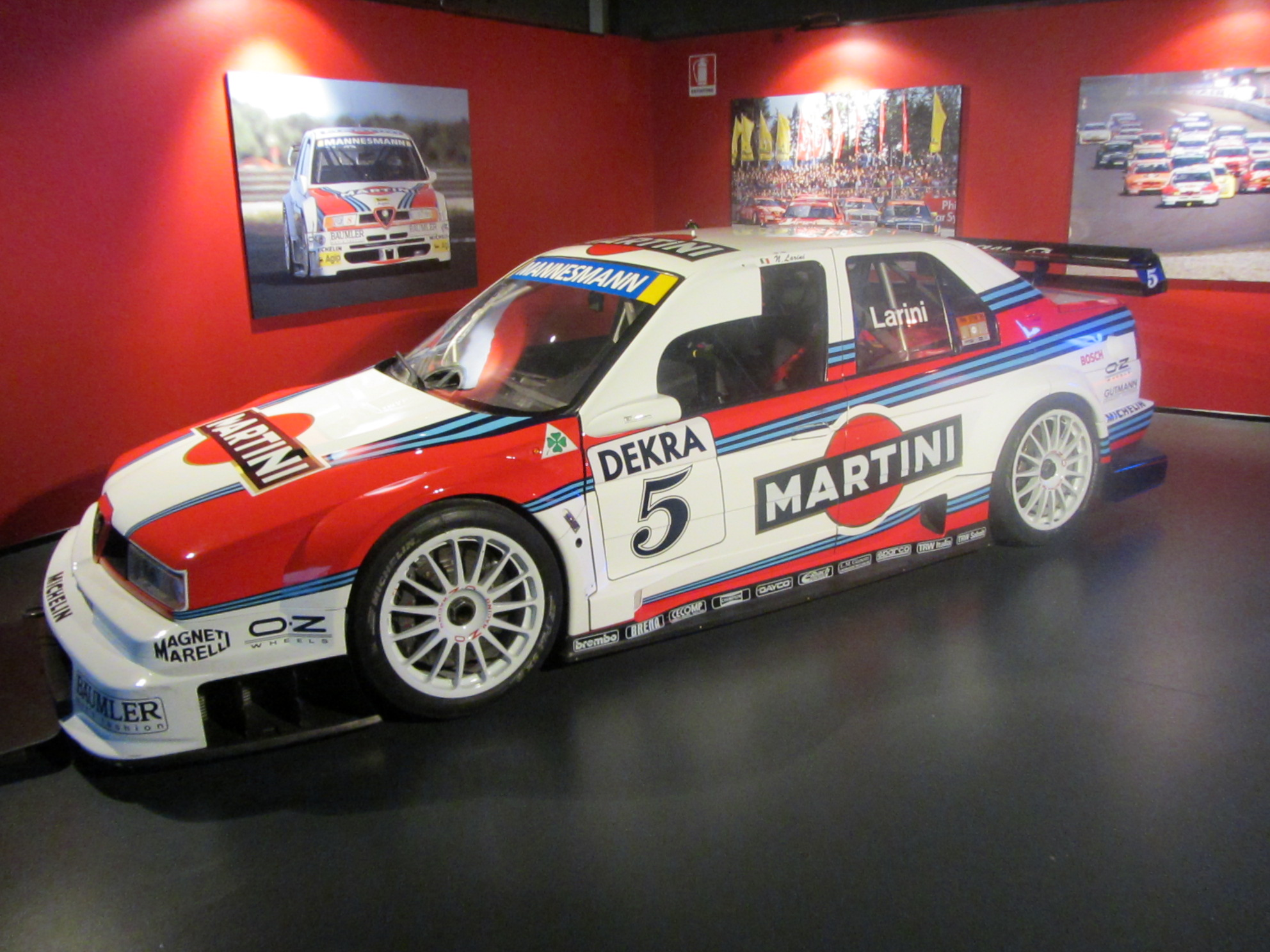
Linea laterale di una 155 V6 TI al Museo dell'Automobile di Torino

Presentata nel 1993, la 155 V6 TI, esteticamente riproduceva quasi la stessa linea esteriore dell'Alfa Romeo 155 stradale, anche se in realtà era un vero e proprio prototipo nel quale meccanica e carrozzeria erano profondamente rivisti per l'utilizzo nelle competizioni.
Il telaio era di tipo tubolare, costituito da una complessa struttura a traliccio di tubi di acciaio, dentro al quale in posizione anteriore era adagiato il motore.
La carrozzeria da regolamento poteva essere modificata mantenendo però le linee originali, fedelmente riprodotte in carbonio, inoltre al di sotto della linea immaginaria che congiunge la metà inferiore delle ruote erano concesse prese d'aria, sfoghi, appendici libere: in base alla larghezza del modello di serie omologato dipendeva la larghezza della vettura da corsa, infatti era consentito allargare le carreggiate di 10 cm, tanto che la 155 di serie venne addirittura modificata per questo fine.
 La normativa imponeva un fondo piatto del corpo vettura per limitare l'effetto suolo, che tuttavia poteva raggiungere un valore importante di 800 kg alla massima velocità, questo grazie anche ad un alettone posteriore posizionato sopra il bagagliaio e uno spoiler sul paraurti anteriore a rasoterra.

### Motore

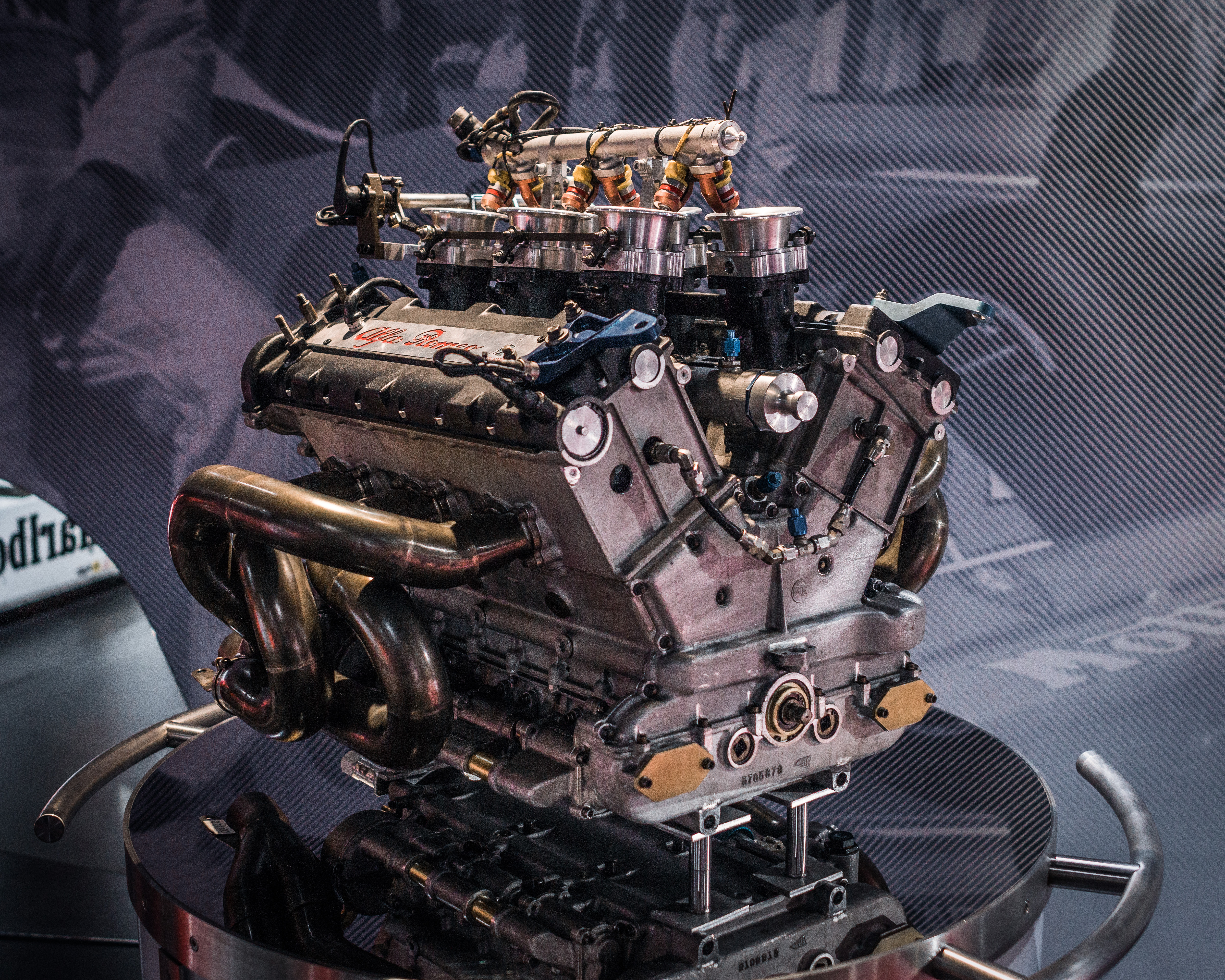
Motore 2.5L V6 60° (1993-1996)

La parte meccanica era molto raffinata, con materiali e tecnologie al livello delle Formula 1 del tempo. Il motore, derivato in origine come angolo bancate e interasse, da regolamento, dall'Alfa Romeo V6 "Busso" di 2,5 litri di cilindrata (fino al 1995, inizio 1996), montato in posizione anteriore longitudinale, passò nel corso delle stagioni dai 420 CV del 1993 ai finali 450-460 del 1995-1996, erogati tra gli 11.500 e gli 11.800 giri/min e con un regime massimo di rotazione di 12.000 giri al minuto (limite massimo consentito dal regolamento); la coppia massima arrivò al valore di 32,4 kgm. Il monoblocco e le testate, realizzate dalla Cosworth, erano di sofisticate leghe di alluminio microfuso, 24 valvole a richiamo pneumatico, doppia accensione per ogni cilindro e lubrificazione a carter secco. Dal 1993 fino alle prime corse della stagione 1996 venne utilizzato un motore V6 con angolo tra le bancate di 60°, rivisto profondamente ma comunque derivato dal V6 montato sulle Alfa Romeo di serie: questa unità arrivò a produrre fino a 470 CV e 31 kgm massimo dello sviluppo, per un peso di 106 kg.
Per recuperare competitività e provare a vincere il titolo, a metà del campionato 1996 la 155 venne equipaggiata con un nuovo e più potente motore V6 con angolo tra le bancate di cilindri di 90°: l'Alfa Romeo interpretò al meglio il regolamento tecnico che prevedeva per il propulsore, oltre che una cilindrata massima di 2.500 cm³, la derivazione da un'unità di serie della marca rispettando solo l'angolo della V e la distanza d'interasse tra i cilindri. In un'intervista concessa ad anni di distanza, l'ingegnere Sergio Limone ha rivelato che in realtà il V6 con angoli tra le bancate di 90° omologato e usato in pista non era derivato dal motore della Montreal, in quanto esso aveva i cilindri troppo vicini e non avrebbe permesso di avere dei pistoni di alesaggio adeguato, ma dal V6 PRV montato in origine sulla Lancia Thema V6. Infatti nella seconda metà degli anni Ottanta, immediatamente all'entrata di Alfa Romeo nel gruppo Fiat, per breve tempo il marchio di Arese non era più esistito come società a sé stante a livello finanziario, ma era stato unito alla Lancia a formare l'Alfa-Lancia Industriale; quindi, di fatto, la casa milanese aveva prodotto in quel lasso di tempo anche vetture del marchio torinese, potendo così attingere liberamente alla tecnologia di Chivasso. La cosa venne all'epoca taciuta dal gruppo Fiat per ovvie ragioni di marketing.
La nuova unità offriva il vantaggio di una struttura semplificata dell'albero motore poiché, mentre nella precedente versione a V di 60° vi era un perno di biella per cilindro, nel nuovo V 90° su ogni perno di manovella erano invece affiancate due bielle; l'albero motore risultava quindi più semplice, più corto di 7 cm, più leggero e quindi con meno sollecitazioni torsionali. Il nuovo motore raggiunse la potenza massima di 490 CV mentre il peso scese a 96 kg: queste nuove innovazioni contribuirono a una serie di 6 vittorie consecutive.

### Trasmissione

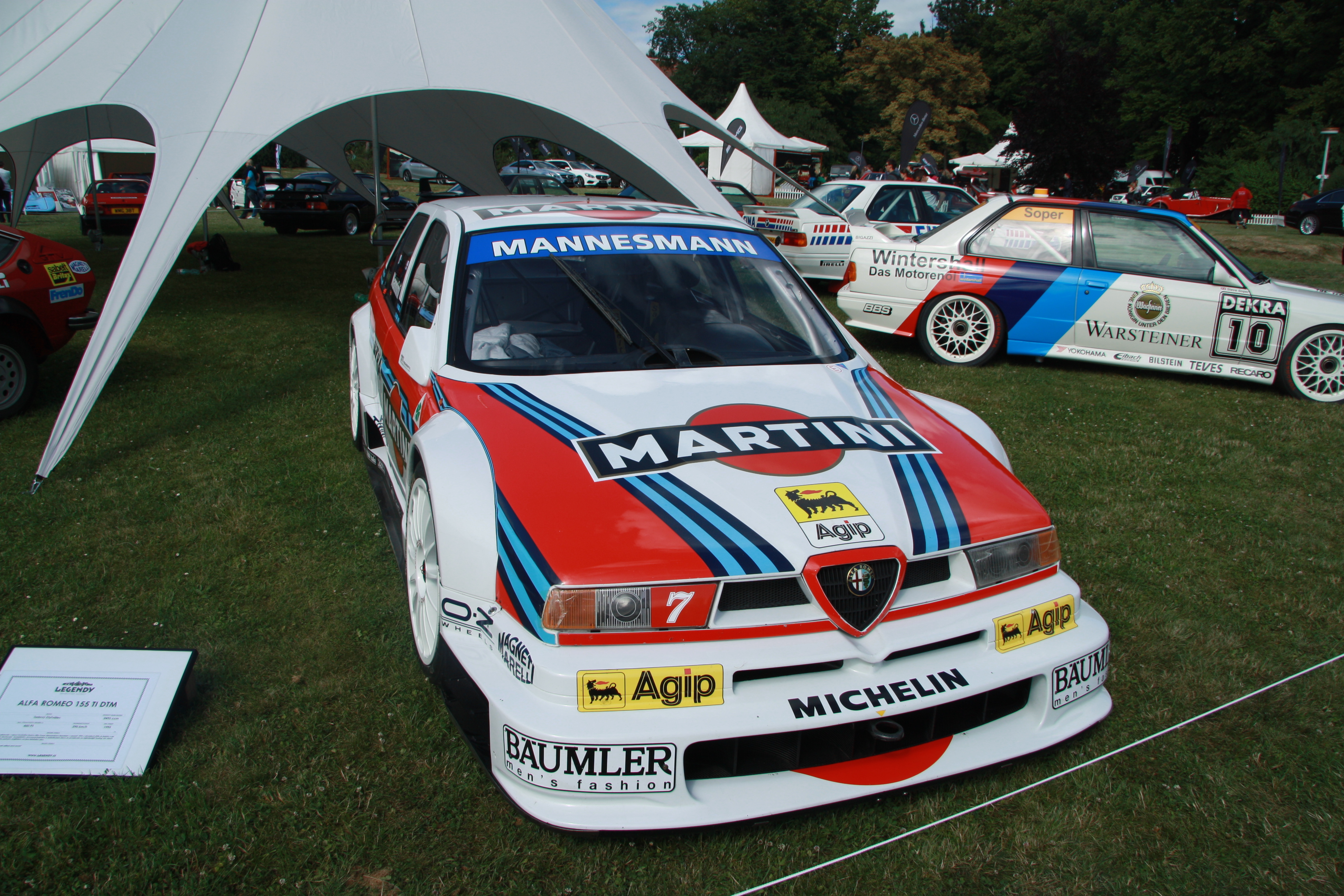
Un'Alfa Romeo 155 V6 TI in livrea Martini usata dal pilota Nannini

La trasmissione era assicurata da un cambio sequenziale a 6 rapporti di tipo semiautomatico elettroidraulico comandato da bilancieri al volante, la trazione era integrale permanente, un differenziale centrale a bloccaggio controllato elettronicamente e due differenziali, anteriore e posteriore, autobloccanti, in base alla conformazione del circuito veniva modificata la ripartizione della coppia motrice al 35-40% sull'avantreno e 65-60% sul retrotreno.
Le sospensioni anteriori e posteriori erano a quadrilateri deformabili con puntoni diagonali (in inglese push-rod), il motore fungeva da elemento portante per la sospensione anteriore
L'impianto frenante era dotato di un sofisticato ABS fornito dalla Bosch, i dischi erano di acciaio autoventilanti, le pinze fornite dalla Brembo utilizzavano soluzioni da F1.

### Elettronica
La componente più avanzata e allo stesso tempo più costosa era l'elettronica, tanto da costituire metà del valore della vettura che al tempo era valutata in 900 milioni di lire; era dotata di tre centraline elettroniche principali ognuna delle quali specifica per motore, trasmissione e ABS, che dovevano lavorare in perfetta sintonia così da massimizzare le prestazioni.
Il peso minimo prescritto era di 1060 kg, per una velocità massima di 265 km/h e un'accelerazione da 0 a 100 km/h in 3.7 secondi, grazie alla trazione integrale.

## Altre competizioni
Dopo la soppressione del campionato ITC, diverse 155 V6 TI sono state cedute a team privati e utilizzate in seguito nelle cronoscalate del Campionato Italiano Velocità Montagna (CIVM) nel quale militano tuttora.
Principali risultati sportivi: 
- 1996 - Gruppo A - Supersalita - Antonino La Vecchia su Alfa Romeo 155 V6 TI
- 1997 - Gruppo A - Supersalita - Antonino La Vecchia su Alfa Romeo 155 V6 TI
- 2003 - Classe E1-Italia 3000 - Marco Gramenzi su Alfa Romeo 155 V6 TI
- 2008 - Classe E1-Italia+3000 - Fabrizio Pandolfi su Alfa Romeo 155 V6 TI
- 2009 - Classe E1-Italia 3000 - Fabrizio Pandolfi su Alfa Romeo 155 V6 TI
- 2012 - Classe E1-Italia+3000 - Marco Gramenzi su Alfa Romeo 155 V6 TI
- 2015 - Gruppo E1-Italia/E2S - Marco Gramenzi su Alfa Romeo 155 V6 TI